# Paikgachha
Paikgachha (en bengali : পাইকগাছা) est une upazila du Bangladesh dans le district de Khulna. En 1991, on y dénombrait 225 085 habitants.